# NGC 2614
NGC 2614 је спирална галаксија у сазвежђу Велики медвед која се налази на NGC листи објеката дубоког неба.
Деклинација објекта је + 72° 58' 36" а ректасцензија 8h 42m 47,6s. Привидна величина (магнитуда) објекта NGC 2614 износи 13,0 а фотографска магнитуда 13,7. NGC 2614 је још познат и под ознакама UGC 4523, MCG 12-9-5, CGCG 331-58, CGCG 332-5, IRAS 08373+7309, PGC 24473.